# Uranismo
Los términos uranismo y uranista se usaban en el siglo XIX para aludir a la homosexualidad masculina. Se cree que la palabra proviene de una adaptación al inglés del vocablo alemán Urninge ("uranista"), que publicó por primera vez el activista Karl Heinrich Ulrichs en 1864 y 1865 en una serie de cinco folletos que se recopilaron con el título Forschungen über das Räthsel der mannmännlichen Liebe (Investigaciones sobre el misterio del amor entre varones). Ulrichs desarrolló su terminología antes de que surgiera, en 1869, el término homosexual, en un panfleto publicado de forma anónima por Karl-Maria Kertbeny.[cita requerida]
El término uranista lo adoptaron rápidamente los partidarios de habla inglesa de la emancipación homosexual en la época victoriana (por ejemplo, Edward Carpenter y John Addington Symonds), quienes lo usaron para describir un amor de camaradería que daría como resultado la verdadera democracia, uniendo los «estratos excluidos de la sociedad» y acabando con las barreras de clase y de género. El término también tuvo éxito entre un grupo de graduados en estudios clásicos de Oxford y de Cambridge entre 1870 y 1930. Los escritos de este grupo se conocen ahora como «Poesía uranista». También se ha incluido en el uranismo la obra de Henry Scott Tuke y de Wilhelm von Gloeden.[cita requerida]

## Etimología
La palabra alude a El banquete, de Platón, un discurso sobre Eros. En este diálogo, Pausanias distingue dos tipos de amor, simbolizados por dos versiones diferentes del nacimiento de Afrodita, la diosa del amor. En la primera, nació de Urano (El cielo), un nacimiento en el que «no tomaba parte la mujer». Esta Afrodita uránida se asocia con un amor noble por los jóvenes y es la fuente del término uranista que aparece en la obra de Ulrichs. En la segunda versión, Afrodita es la hija de Zeus y de Dione, y esta Afrodita se asocia con el amor común que «es apto para dirigirlo a mujeres y a jóvenes y es del cuerpo más que del alma». Ulrichs da el nombre de dionistas, por Díone, a los hombres a los que habitualmente les atraen las mujeres. Sin embargo, a diferencia de la versión platónica del amor masculino, Ulrichs entiende que los uranistas masculinos son esencialmente femeninos y los dionistas masculinos son de naturaleza masculina. John Addington Symonds, uno de los primeros en adoptar el término uranista en inglés, fue alumno de Benjamín Jowett, el más importante popularizador de Platón en la época victoriana, y estaba muy familiarizado con El banquete.[cita requerida]
No obstante, se ha argumentado que esta etimología, al menos para los países angloparlantes, no está relacionada con la que acuñó Ulrichs. En su volumen Deseos ocultos: Los uranistas más importantes, Michael M. Kaylor escribe:

Dado que importantes uranistas se han formado en estudios clásicos, considero absurda la opinión, ampliamente aceptada, de que «uranista» deriva de las apologías alemanas y alegaciones legales escritas por Karl-Heinrich Ulrichs (1825-95) en los años 1860, aunque su invención de uranista —empleada para denotar una psique femenina en un cuerpo masculino— deriva ciertamente de las mismas fuentes clásicas, en particular el banquete. Lo que es más, los uranianos no se consideran a sí mismos como poseedores de una psique femenina; no se sabe que los uranistas, en tanto que colectivo, hayan leído libros como Forschungen über das Räthsel der mannmännlichen Liebe; los uranistas se oponían a las demandas de Ulrichs de liberación androfílica y homoerótica a expensas de los pederastas e, incluso cuando se haya derivado una conexión con esas ideas y terminología germánicas, aparecieron bastante después de que el término «uranista» fuera de uso común en los círculos uranistas y por tanto no es un préstamo, sino un puente entre pensamientos iguales a ambos lados del canal tendido por apologetas como Symonds.
p.xiii, nota al pie.

## Desarrollo de los esquemas de clasificación para la tipología sexual

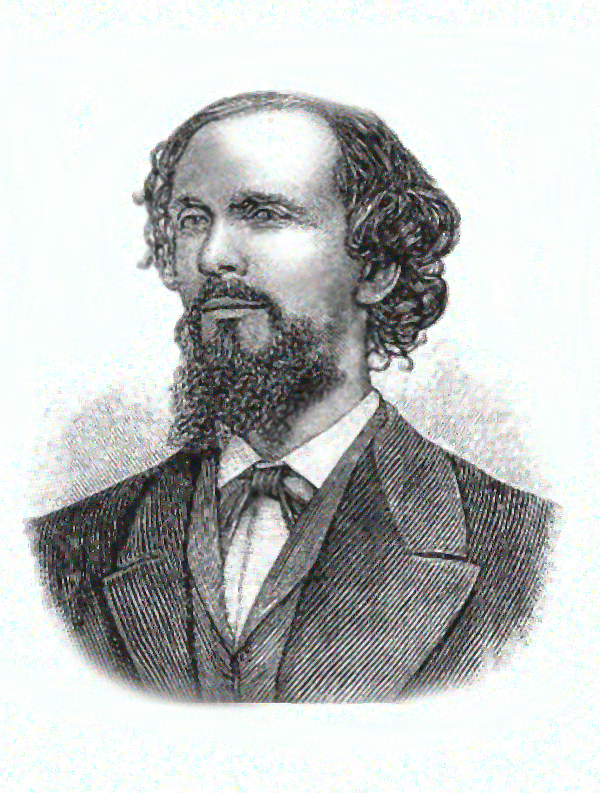
Karl Heinrich Ulrichs (1825-1895), inventor de la palabra uranismo, en una ilustración del

Ulrichs llegó a la comprensión de que no todas las personas que externamente presentan un cuerpo masculino con atracción sexual por los hombres eran de naturaleza femenina. Por ello, desarrolló un eje triple más complejo para la comprensión de la variación sexual y de género: orientación sexual (atraído por hombres, bisexual o atraído por mujeres), conducta sexual preferente (pasivo, sin preferencias o activo) y características de género (femenino, intermedio o masculino). Con frecuencia pero no siempre, los tres ejes estaban vinculados: el mismo Ulrichs, por ejemplo, era Weibling (femenino) Urning (homosexual) y prefería desempeñar un rol sexual activo.[cita requerida]

### Taxonomía del uranismo
Algunos términos relacionados:
- Urningin (u ocasionalmente las variantes Uranierin, Urnin y Urnigin): una persona con cuerpo de mujer con una psique masculina que se siente atraída principalmente por las mujeres.
- Urning (uranista): una persona con cuerpo masculino y con psique femenina que se siente principalmente atraída por varones.
- Dioningin: una mujer "común" (heterosexual y femenina).
- Dioning (dionista): un varón "común" (heterosexual y masculino).
- Uranodioningin: una mujer bisexual.
- Uranodioning: un varón bisexual.
- Zwitter: intersexual.

El Urningthum, la «homosexualidad masculina» (o urnische Liebe, amor homosexual) se explicaba mediante los siguientes términos:
- Mannlinge: de apariencia masculina, excepto por su mente femenina y su inclinación sexual hacia los varones afeminados (gay butch o varonil).
- Weiblinge: de apariencia, conducta y psique femenina, con inclinación sexual hacia los varones masculinos (queen o reinona).
- Manuring: de apariencia y conducta femenina, con una psique masculina e inclinación sexual por las mujeres («heterosexual femenino»).
- Zwischen-Urning: adulto masculino que prefiere adolescentes (Bursche).
- Conjuntivo, con sentimientos de ternura y apasionados por los varones.
- Disjuntivo, con sentimientos de ternura por los varones pero apasionados por las mujeres.
- Virilisierte Mannlinge: uranistas masculinos que han aprendido a actuar como dionistas, a través de la fuerza de la costumbre (gay no asumido).
- Uraniaster o uranisierter Mann: un dionista comprometido en una homosexualidad circunstancial (por ejemplo, en la prisión o en el ejército).[cita requerida]